# Caustogryllacris genualis
Caustogryllacris genualis är en insektsart som först beskrevs av Walker, F. 1869.  Caustogryllacris genualis ingår i släktet Caustogryllacris och familjen Gryllacrididae. Inga underarter finns listade i Catalogue of Life.